# Щельябож
Щельябож (коми Шеллябӧж) — отдалённое село в Городском округе Усинск Республики Коми, Россия. Расположено на реке Печоре. Название переводится с языка коми как «нижняя часть береговой кручи».

## История
Основано в 1859 году Мартином Семёновичем Каневым, который ранее жил в близлежащем Нижнем Праскане. В 2013 году местной школе исполнилось 100 лет. В апреле 2017 года обеспокоенность жителей села вызвал пожар на одной из ближайших к нему нефтяных скважин.

## Население
| 2010 |
| ---- |
| 570  |

## Инфраструктура
Школа, детский сад, почтовое отделение, дом культуры, сельсовет, 5 магазинов. Вблизи Щельябожа расположено ещё несколько деревень поменьше, в том числе покинутая людьми деревня Ипат. Спонсорскую помощь селу в начале 2010-х оказывала компания «ЛУКОЙЛ-Коми».

## Транспорт
В период речной навигации до села можно добраться по воде, когда же она заканчивается, из Усинска в этот и другие труднодоступные населённые пункты летает вертолёт Ми-8. Круглогодичных дорог вблизи села нет.